# Mecsér
Mecsér (vyslovováno [mečér], chorvatsky Mečir) je obec v Maďarsku v župě Győr-Moson-Sopron, spadající pod okres Mosonmagyaróvár. Nachází se u břehu řeky Mosoni-Duna (rameno Dunaje), asi 9 km severovýchodně od Lébény, 20 km severozápadně od Győru, 22 km jihovýchodně od Mosonmagyaróváru a 143 km severozápadně od Budapešti. V roce 2023 zde žilo 650 obyvatel.
Součástí Mecséru je rovněž osada Rigótanya. Obcí prochází vedlejší silnice 1402. Nachází se zde kostel Panny Marie Maďarské a kaple.

## Sousední obce
| Růžice kompasu | Kimle                   | Hédervár | Ásványráró   | Růžice kompasu |
| Růžice kompasu | Sever                   |          |              | Růžice kompasu |
| Růžice kompasu | Mecsér                  |          |              | Růžice kompasu |
| Růžice kompasu | Jih                     |          |              | Růžice kompasu |
| Růžice kompasu | Lébény Mosonszentmiklós | Öttevény | Dunaszentpál | Růžice kompasu |